# James Gunn (réalisateur)
Pour les articles homonymes, voir James Gunn et Gunn.
James Gunn est un scénariste, acteur, producteur, réalisateur, co-PDG de DC Studios, né le 5 août 1966 à Saint-Louis (Missouri). Après avoir fait ses armes dans les productions Troma, il devient célèbre pour avoir réalisé l'adaptation au cinéma Les Gardiens de la Galaxie (2014) au sein de l'univers cinématographique Marvel et ses suites Les Gardiens de la Galaxie Vol. 2 (2017) et Les Gardiens de la Galaxie Vol. 3 (2023).
En 2022, il devient officiellement le coprésident, avec Peter Safran, de DC Studios (anciennement DC Films). À l'instar de Kevin Feige chez le concurrent Marvel Studios, il a pour rôle de créer et contrôler la cohérence globale des films du nouvel univers partagé du studio, DC Universe (ou DCU), qui succède à l'univers cinématographique DC. D'ailleurs, Superman, dont il assure la réalisation est le film qui lance, en 2025, ce tout nouvel univers super-héroïque.

## Biographie

### Jeunesse et formation
James Gunn nait et grandit à Saint-Louis, dans le Missouri. Il a quatre frères, Sean, Bryan, Matt (tous trois travaillent dans le cinéma comme acteur ou scénariste) et Patrick, et une sœur, Beth. À l'âge de 12 ans, il commence à faire des films amateurs en 8 mm avec son frère Sean.
Après avoir fréquenté l'Université Columbia, il rejoint la société Troma Entertainment de Lloyd Kaufman, spécialisée dans la production de films trash de série B, voire de nanars volontaires. En 1996, il participe à l'écriture de Tromeo and Juliet. Après avoir travaillé sur d'autres films Troma Entertainment, il quitte l'entreprise et écrit le scénario de la comédie de super-héros The Specials (2000), mis en scène par Craig Mazin.
En 2000, il publie le roman The Toy Collector (en), édité chez Bloomsbury Press. L'histoire est celle d'un employé d'hôpital revendant des médicaments pour se payer des jouets de collection. Il coécrit également le livre All I Need to Know About Filmmaking I Learned from the Toxic Avenger avec Lloyd Kaufman, qui est une sorte d'autobiographie de ce dernier.

### Débuts à Hollywood (années 2000)

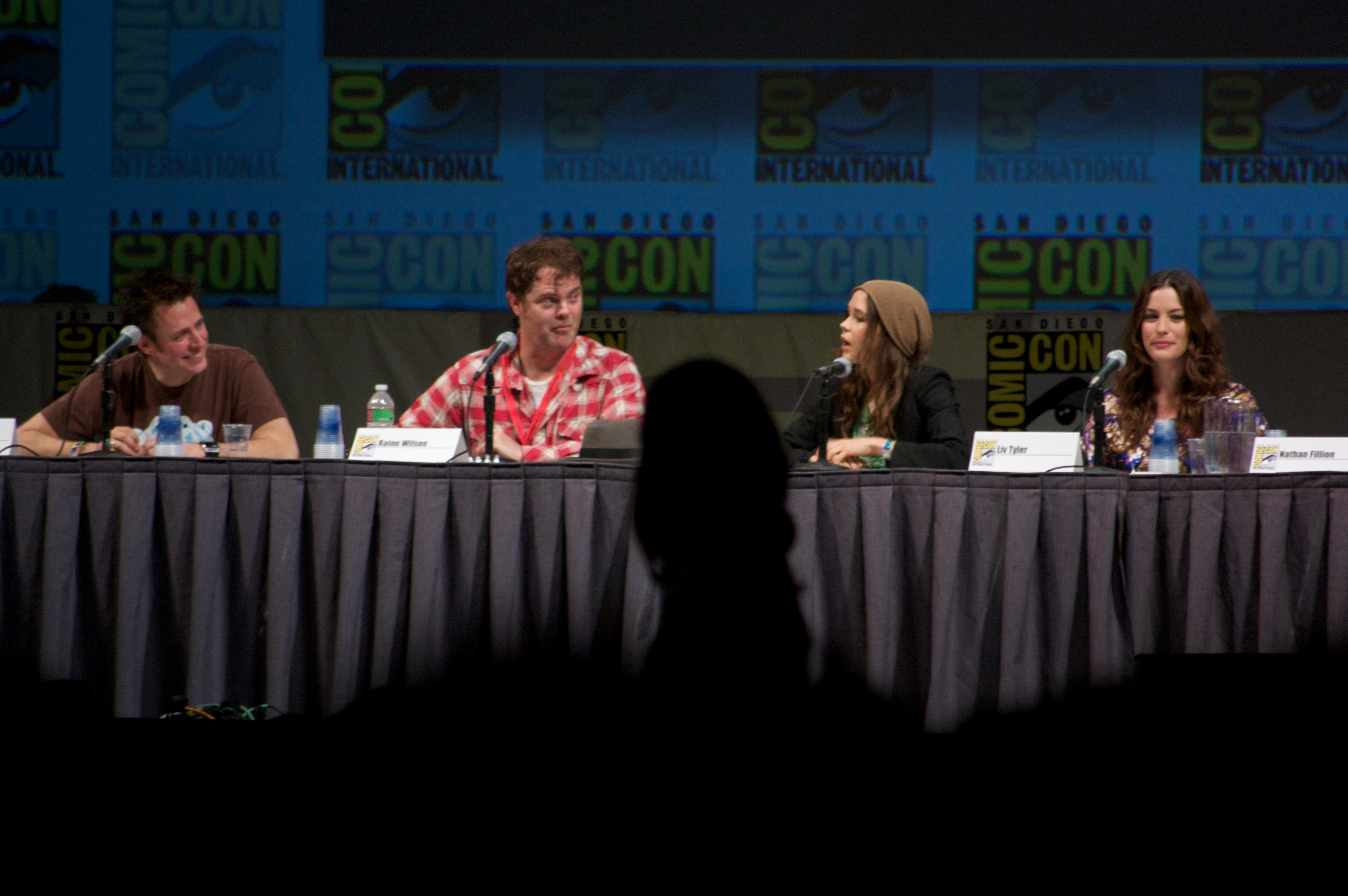
Pour la promotion de Super au Comic-Con 2010, avec Rainn Wilson, Elliot Page et Liv Tyler

En 2002, il participe à un film à plus gros budget à Hollywood : le film Scooby-Doo de Raja Gosnell, adapté des productions télévisées Hanna-Barbera. En 2004, il participe au scénario initial de L'Armée des morts de Zack Snyder mais quitte le projet pour la suite de Scooby-Doo, Scooby-Doo 2 : Les monstres se déchaînent, qui sort en 2004. La même année, il participe au film documentaire parodique de Jenna Fischer, LolliLove.
Il fait ses débuts à la réalisation avec la comédie horrifique Horribilis, qui sort en 2006.
En 2008, il est juge dans l'émission de téléréalité Le Casting de l'Horreur (Scream Queens) diffusée sur VH1 afin de trouver une actrice pour le film Saw 6. Il lance également la web-série humoristique PG Porn située dans l'univers du cinéma pornographique. En 2009, la série est adaptée en France par Canal+ sous le titre Du hard ou du cochon !.
En 2009, il développe le projet Pets, qu'il prévoit de réaliser. Cette comédie avec Ben Stiller voit des aliens transformer des humains en animaux de compagnie. En mars 2009, le projet est finalement abandonné.
Son second film comme réalisateur est Super, une comédie noire et satirique sur les super-héros avec Rainn Wilson et Elliot Page dans les rôles principaux.

### Confirmation commerciale (années 2010)

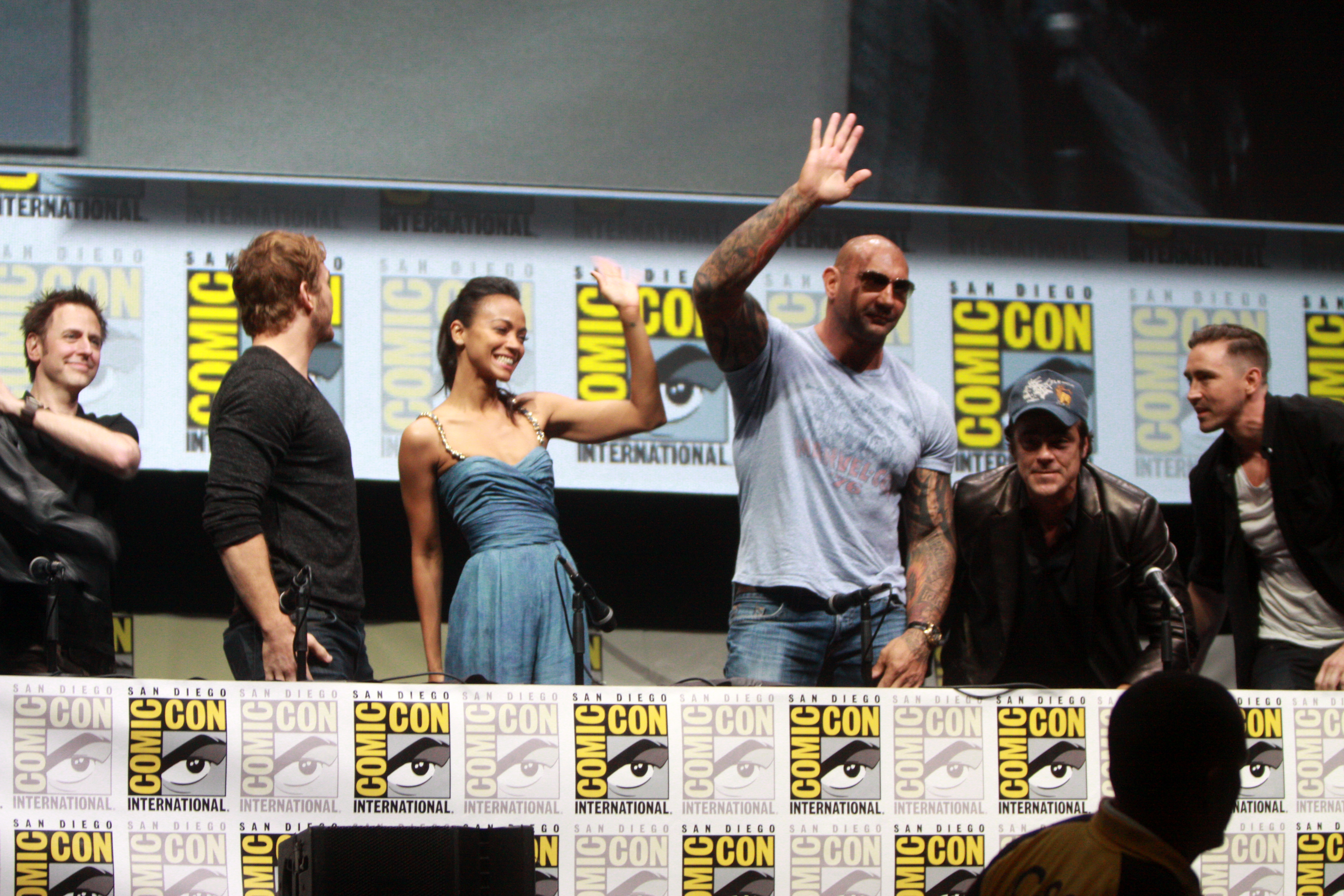
Le réalisateur au San Diego Comic-Con 2013, pour la promotion des Gardiens de la Galaxie, avec Chris Pratt, Zoe Saldaña, Dave Bautista, Benicio del Toro et Lee Pace.

En septembre 2012, il est confirmé comme réalisateur du blockbuster Les Gardiens de la Galaxie (Guardians of the Galaxy), le dixième chapitre de l'univers cinématographique Marvel.
Il réalise l'un des sketches de la comédie My Movie Project, sorti en 2013.
Les Gardiens de la Galaxie sort durant l'été 2014, et connait un succès critique et commercial mondial : le film  produit par Marvel Studios rapporte en effet plus de 775 millions de dollars. Il reste ensuite dans l'univers cinématographique Marvel en réalisant Les Gardiens de la Galaxie Vol. 2 (sorti en 2017) et en tant que producteur exécutif de Avengers: Infinity War (2018) et de Avengers: Endgame (2019). Alors qu'il finalise le script du troisième film sur les Gardiens de la Galaxie, prévu pour 2020, des blagues sur la pédophilie qu'il a postées sur les réseaux sociaux en 2009 sont retrouvées et mises en avant par des figures de l'alt-right américaine. Peu après, Disney annonce que Gunn est renvoyé du poste de réalisateur du film. Le réalisateur se défend en évoquant un humour noir qui ne lui correspond plus, rappelant qu'il était déjà revenu sur ses propos passés, mais accepte la décision. Le studio confirme un mois plus tard que Gunn ne réalisera pas le film mais son script sera conservé.
Après son renvoi de Disney/Marvel, Gunn est approché par Warner Bros pour écrire Suicide Squad 2, la suite du troisième film de l'univers cinématographique DC Suicide Squad et éventuellement le réaliser,. Cependant il est annoncé le 16 mars 2019 qu'il est réembauché par Marvel pour la réalisation du 3e film des Gardiens de la Galaxie pour une sortie en 2020. Devant l'absence de date de sortie pour Les Gardiens de la Galaxie Vol.3 annoncée lors du Comic-con de San Diego de 2019, Gunn répond sur Twitter qu'il réalisera d'abord The Suicide Squad avant de revenir sur le film Marvel.

### Les Gardiens de la Galaxie Vol. 3et DC Films (années 2020)
The Suicide Squad sort en 2021. Il écrit et réalise ensuite plusieurs épisodes de la série Peacemaker, série dérivée de The Suicide Squad.
Il débute ensuite le tournage de Les Gardiens de la Galaxie Vol. 3 ainsi que du special Les Gardiens de la Galaxie : Joyeuses Fêtes (The Guardians of the Galaxy Holiday Special). Ce dernier sort en novembre 2022 alors que Les Gardiens de la Galaxie Vol. 3 sort en mai 2023.
En octobre 2022, il est nommé par Warner Bros. Discovery comme co-PDG de DC Studios, avec Peter Safran. En décembre 2022, James Gunn annonce travailler à l'écriture d'un film centré sur Superman. En mars 2023, il confirme qu'il réalisera le film, intitulé Superman, et dont la sortie est prévue aux États-Unis pour le mois de juillet 2025. Ce film marquera les débuts de Gods and Monsters, premier chapitre du nouveau DC Universe.

### Vie privée
Il est le frère de l'acteur Sean Gunn, qui a notamment joué dans Gilmore Girls.
Il a été marié d'octobre 2000 à septembre 2007 à l'actrice Jenna Fischer.
Il vit à Los Angeles, avec son chien Dr Wesley Von Spears.
Il s’est marié avec Jennifer Holland, celle avec qui il partageait sa vie depuis 2015, en septembre 2022 à Aspen dans le Colorado.

## Filmographie

### Réalisateur

#### Cinéma
- 1996 : Tromeo and Juliet (non crédité)
- 1997 : Hamster PSA (court métrage)
- 2006 : Horribilis (Slither)
- 2010 : Super
- 2013 : My Movie Project (Movie 43) - segment Beezel
- 2014 : Les Gardiens de la Galaxie  (Guardians of the Galaxy)
- 2017 : Les Gardiens de la Galaxie Vol. 2 (Guardians of the Galaxy Vol. 2)
- 2021 : The Suicide Squad
- 2023 : Les Gardiens de la Galaxie Vol. 3 (Guardians of the Galaxy Vol. 3)
- 2025 : Superman

#### Télévision
- 1997 : The Tromaville Café (en) (série télévisée)
- 1997 : Sgt. Kabukiman Public Service Announcement (téléfilm)
- 2022 : Peacemaker (série télévisée) - 8 épisodes
- 2022 : Les Gardiens de la Galaxie : Joyeuses Fêtes (The Guardians of the Galaxy Holiday Special)

### Scénariste
- 1996 : Tromeo and Juliet de Lloyd Kaufman
- 1997 : Hamster PSA (court métrage) de lui-même
- 1997 : Sgt. Kabukiman Public Service Announcement (court métrage TV) de lui-même
- 2000 : Troma's Edge TV (série télévisée)
- 2000 : The Specials de Craig Mazin
- 2002 : Scooby-Doo de Raja Gosnell
- 2004 : Tube (court-métrage) de Colin Campbell
- 2004 : L'Armée des morts (Dawn of the Dead) de Zack Snyder
- 2004 : Scooby-Doo 2 : Les monstres se déchaînent (Scooby Doo 2: Monsters Unleashed) de Raja Gosnell
- 2004 : The Swidge (court-métrage) de Peter Alton
- 2004 : LolliLove de Jenna Fischer
- 2006 : Horribilis (Slither) de lui-même
- 2008 : Sparky & Mikaela (épisode pilote d'un projet de série télévisée)
- 2008 : Humanzee! (épisode pilote d'un projet de série télévisée)
- 2008-2009 : PG Porn (James Gunn's PG Porn) (série télévisée)
- 2010 : Du hard ou du cochon ! (adaptation française de PG Porn)
- 2010 : Super de lui-même
- 2013 : My Movie Project (Movie 43) - segment "Beezel"
- 2014 : Les Gardiens de la Galaxie (Guardians of the Galaxy)
- 2016 : The Belko Experiment de Greg McLean
- 2017 : Les Gardiens de la Galaxie Vol. 2 (Guardians of the Galaxy Vol. 2)
- 2021 : The Suicide Squad
- 2022 : Peacemaker - 8 épisodes
- 2022 : Les Gardiens de la Galaxie : Joyeuses Fêtes (The Guardians of the Galaxy Holiday Special)
- 2023 : Les Gardiens de la Galaxie Vol. 3 (Guardians of the Galaxy Vol. 3)
- 2024 : Coyote vs. Acme de Dave Green (histoire uniquement - film annulé)
- 2024 : Creature Commandos (série TV d'animation) (également créateur)
- 2025 : Superman de lui-même

### Acteur

#### Cinéma
- 1996 : À Propos d'Henry de Mike Nichols
- 1996 : Tromeo and Juliet de Lloyd Kaufman : le père avec une cacahuète
- 2000 : The Specials de Craig Mazin : Minute Man / Tim Tilderbrook
- 2000 : Citizen Toxie: The Toxic Avenger IV de Lloyd Kaufman : Dr Flem Hocking
- 2003 : Melvin Goes to Dinner de Bob Odenkirk : Scott
- 2003 : Doggie Tails, Vol. 1: Lucky's First Sleep-Over (vidéo) de Paul Moisio : Riley
- 2003 : Urban Cannibals (en) (The Ghouls) de Chad Ferrin (en)
- 2004 : LolliLove de Jenna Fischer : James
- 2006 : Horribilis (Slither) : Hank (non crédité)
- 2010 : Super : Demonswill
- 2014 : Les Gardiens de la Galaxie (Guardians of the Galaxy) : Maskless Sakaaran
- 2017 : Guardians Inferno : le batteur (clip promotionnel pour Les Gardiens de la Galaxie Vol. 2)
- 2023 : Les Gardiens de la Galaxie Vol. 3 (Guardians of the Galaxy Vol. 3) : Lambshank

#### Télévision
- 1997 : Sgt. Kabukiman Public Service Announcement (Téléfilm) : le masturbateur fou
- 2008 : Humanzee! (épisode pilote d'un projet de série télévisée) : James
- 2008-2009 : PG Porn (James Gunn's PG Porn) (série télévisée) : Linus / James Gunn / Lance le mécanicien
- 2013 : Team Unicorn (série télévisée) : James Gunn
- 2013 : Holliston (série télévisée) : John Anguish
- 2022 : Je s'appelle Groot (série télévisée) : l'assistant virtuel (montre de poignet)

### Producteur
- 1996 : Tromeo and Juliet de Lloyd Kaufman
- 2000 : The Specials de Craig Mazin
- 2004 : Scooby-Doo 2 : Les monstres se déchaînent (Scooby Doo 2: Monsters Unleashed) de Raja Gosnell
- 2004 : LolliLove de Jenna Fischer
- 2005 : El Kuervo (court métrage) de Nicanor Loreti
- 2018 : Avengers: Infinity War d'Anthony et Joe Russo (coproducteur exécutif)
- 2019 : Avengers: Endgame d'Anthony et Joe Russo (coproducteur exécutif)
- 2019 : Brightburn : L’Enfant du mal (Brightburn) de David Yarovesky
- 2022-présent : Peacemaker (producteur délégué)
- 2022-présent : Je s'appelle Groot (producteur délégué)
- 2024 : Coyote vs. Acme de Dave Green (film annulé)
- 2024 : Joker : Folie à deux de Todd Phillips (producteur délégué)
- 2024 : Creature Commandos (série TV d'animation) (producteur délégué)
- 2026 : Supergirl  de Craig Gillespie

### Directeur de la photographie
- 2006 : The Making of 'LolliLove' (vidéo)

## Jeu vidéo
- 2011 : Lollipop Chainsaw (comme scénariste)

## Distinctions
Source : Internet Movie Database

### Récompenses
- Fangoria Chainsaw Awards 2006 : « plus de morts » pour Horribilis
- Saturn Awards 2007 : Filmmakers Showcase Award
- Saturn Awards 2015 : meilleur réalisateur pour Les Gardiens de la Galaxie
- Prix Hugo 2015 : meilleur film pour Les Gardiens de la Galaxie
- Saturn Awards 2015 : meilleure réalisation pour Les Gardiens de la Galaxie

### Nominations
- Prix Bram-Stoker 2005 : meilleur scénario pour L'Armée des morts